# Кенійська федерація футболу
Кенійська федерація  футболу (англ. Football Kenya Federation) —- організація, яка здійснює контроль і управління футболом в Кенії. Розташовується в столиці держави — Найробі. Заснована у 1960 році. З того ж року член ФІФА. В КАФ федерація була прийнята в 1968 році. Федерація організує діяльність та керує національними збірними з футболу (чоловічою, жіночою, молодіжними). Під егідою федерації проводиться чемпіонат країни, розіграш національного кубку, Суперкубку та інші змагання. 
У листопаді 2021 року міністр спорту Кенії своїм рішенням розпустив керівництво Кенійської федерації, а правоохоронні органи заарештували її президента Ніка Мвендву, звинувативши у нецільовому використанні коштів ФІФА та уряду. Через втручання влади у роботу футбольних органів членство Кенійської федерації футболу в ФІФА призупинили у квітні 2022 року.